# Denver Nuggets 1974-1975
La stagione 1974-75 dei Denver Nuggets fu l'8ª nella ABA per la franchigia.
I Denver Nuggets vinsero la Western Division con un record di 65-19. Nei play-off vinsero la semifinale di division con gli Utah Stars (4-2), perdendo poi la finale di division con gli Indiana Pacers (4-3).

## Roster
| N° | Naz.                   | Ruolo | Sportivo            | Anno | Alt. | Peso |
| -- | ---------------------- | ----- | ------------------- | ---- | ---- | ---- |
| 10 | Stati Uniti (bandiera) | A     | Don Washington      | 1952 | 203  | 95   |
| 14 | Stati Uniti (bandiera) | G     | Fatty Taylor        | 1946 | 183  | 79   |
| 15 | Stati Uniti (bandiera) | GA    | Pat McFarland       | 1951 | 196  | 84   |
| 20 | Stati Uniti (bandiera) | G     | Mack Calvin         | 1947 | 183  | 75   |
| 21 | Stati Uniti (bandiera) | GA    | Claude Terry        | 1950 | 193  | 88   |
| 22 | Stati Uniti (bandiera) | AC    | Mike Green          | 1951 | 208  | 91   |
| 24 | Stati Uniti (bandiera) | A     | Bobby Jones         | 1951 | 206  | 95   |
| 25 | Stati Uniti (bandiera) | AC    | Dave Robisch        | 1949 | 208  | 107  |
| 32 | Stati Uniti (bandiera) | GA    | Jan van Breda Kolff | 1951 | 201  | 88   |
| 40 | Stati Uniti (bandiera) | AC    | Byron Beck          | 1945 | 206  | 102  |
| 44 | Stati Uniti (bandiera) | GA    | Ralph Simpson       | 1949 | 196  | 91   |

## Staff tecnico
- Allenatore: Larry Brown
- Vice-allenatori: Doug Moe, Frank Hamblen